# 김은국 (역도 선수)
김은국(金銀國, 1988년 10월 28일 - )은 조선민주주의인민공화국의 역도 선수이다.
2012년 런던 하계 올림픽 역도 남자 62kg급에서 용상 174kg, 인상 153kg 합계 327kg을 들어올려 세계 신기록을 세우며 금메달을 땄다. 인상 기록인 153kg도 세계 타이 기록이자 올림픽 신기록이었다.
[2013년 아시아 역도선수권대회] 62kg급에서 3개의 금메달,
[세계 역도선수권대회] 62kg급에서 1개 금메달, 1개 은메달을 땄다.
[2014년 인천아시안게임] 62kg급 역도에서 용상 178kg, 인상 154kg 합계 332kg으로 두차례 세계기록을 갱신하였다.

2015년 세계선수권 대회에서 1개의 금메달과 2개의 은메달을 획득했으나, 도핑 양성 판정을 받아 메달을 박탈당했다. 또한 이 도핑 여파로 2016 올림픽에 참가하지 못하였다.